# Alberto Asor Rosa
Alberto Asor Rosa (Roma, 23 settembre 1933 – Roma, 21 dicembre 2022) è stato un critico letterario, storico della letteratura, saggista e politico italiano.

## Biografia e carriera
Diplomatosi al liceo classico Augusto di Roma, si laureò all'Università romana degli Studi "La Sapienza", avendo come relatore Natalino Sapegno. Di formazione marxista, vicino alle posizioni operaiste di Mario Tronti, collaborò alle riviste Quaderni Rossi, Classe operaia, Laboratorio politico e Mondo Nuovo. Fu direttore della rivista Contropiano (1968-1971) e, dal 1989, del settimanale del PCI Rinascita. Progettò e diresse la collana Letteratura Italiana Einaudi.
Nel 1956, a seguito della rivoluzione ungherese, fu tra i firmatari del "Manifesto dei 101", con cui numerosi intellettuali deplorarono l'intervento sovietico. Nel 1965, col saggio Scrittori e popolo, individuò e sottopose a critica quello che egli riteneva il filone populista presente nella letteratura italiana contemporanea, criticando, fra gli altri, il romanzo di Pier Paolo Pasolini Ragazzi di vita.
Dal 1972 fu professore ordinario di letteratura italiana all'Università degli Studi di Roma "La Sapienza", dopo aver insegnato nei licei e in altre università, come quella di Cagliari. Pubblicò saggi su Niccolò Machiavelli, Alessandro Manzoni e Giuseppe Ungaretti.
Eletto nel 1979 deputato alla Camera nelle liste del Partito Comunista Italiano, si dimise nel novembre 1980 per tornare all'insegnamento.
Abbandonò l'attività didattica nel 2003, una volta raggiunti i limiti d'età per la pensione, e iniziò quindi a dedicarsi alla narrativa, pubblicando i romanzi L'alba di un mondo nuovo (Einaudi, 2002), Storie di animali e altri viventi (Einaudi, 2005) e Assunta e Alessandro (Einaudi, 2010).
Dal 2002 fu cittadino onorario della città di Artena, in cui, da bambino, passava ogni estate a casa della nonna materna. Nel 2004 rianimò la rivista Bollettino di italianistica, semestrale di critica, storia letteraria, filologia e linguistica, prendendone la direzione. Riprese anche l'attività didattica nel 2006, come professore a contratto a titolo gratuito, presso "La Sapienza". Nel 2016 espresse posizioni vicine al movimento No Cav schierandosi a favore della tutela delle Alpi Apuane.

Nel 2011 in un articolo, pubblicato su il manifesto, auspicò 
Il pezzo destò scalpore e critiche. I suoi detrattori lo accusarono di auspicare un colpo di Stato contro Silvio Berlusconi, che poco tempo dopo dovette lasciare l'incarico in favore di Mario Monti.
È morto a Roma il 21 dicembre 2022, all’età di 89 anni. È sepolto nel cimitero del Verano.

## Vita privata
Aveva due figlie, Angela e Laura.

## Opere

### Manualistica
- Storia e antologia della letteratura italiana, direzione di Alberto Asor Rosa, Voll. 1-23, Firenze, La Nuova Italia, 1974-1990.
- Sintesi di storia della letteratura italiana, Firenze, La Nuova Italia, 1979.
- Letteratura italiana, direzione Alberto Asor Rosa, Torino, G. Einaudi, 1982.
  -  1: Il letterato e le istituzioni, 1982, ISBN 88-06-05475-9.
  -  2: Produzione e consumo, 1983, ISBN 88-06-05514-3.
  -  3.1: Teoria e poesia, 1984, ISBN 88-06-05515-1.
  -  3.2: La prosa, 1984, ISBN 88-06-05516-X.
  -  4: L'interpretazione, 1985, ISBN 88-06-55178-7.
  -  5: Le questioni, 1986, ISBN 88-06-55186-8.
  -  6: Teatro, musica, tradizione dei classici, 1986, ISBN 88-06-55194-9.
  -  Storia e geografia.
    -  1: L'età medievale, 1987, ISBN 88-06-55202-3.
    -  2.1: L'età moderna, 1988, ISBN 88-06-11378-X.
    -  2.2: L'età moderna, 1988, ISBN 88-06-11380-1.
    -  3: L'età contemporanea, 1989, ISBN 88-06-11496-4.

  -  Gli autori : dizionario bio-bibliografico e indici.
    -  1: A-G, capo-redattore Giorgio Inglese, 1990, ISBN 88-06-11503-0.
    -  2: H-Z, capo-redattore Giorgio Inglese, 1991, ISBN 88-06-11504-9.

  -  Le opere.
    -  1: Dalle origini al Cinquecento, 1992, ISBN 88-06-13025-0.
    -  2: Dal Cinquecento al Settecento, 1993, ISBN 88-06-13320-9.
    -  3: Dall'Ottocento al Novecento, 1995, ISBN 88-06-13507-4.
    -  4: Il Novecento. 1, L'età della crisi, 1995, ISBN 88-06-13508-2.
    -  4: Il Novecento. 2, La ricerca letteraria, 1996, ISBN 88-06-13962-2.

  -  Dizionario delle opere.
    -  1: A-L, 1999, ISBN 88-06-14295-X.
    -  2: M-Z, 2000, ISBN 88-06-15395-1.
- Letteratura italiana del Novecento. Bilancio di un secolo, Torino, Einaudi, 2000.
- Storia europea della letteratura italiana, antologia a cura di Lucinda Spera e Monica Cristina Storini; con la collaborazione di Giulia Ponsiglione, voll. 1-6, Grassina, Bagno a Ripoli, Le Monnier scuola, 2008.
- Storia europea della letteratura italiana, 3 voll., Collana Piccola Biblioteca. Nuova serie, Torino, Einaudi, 2009.
  - I. Le origini e il Rinascimento, ISBN 978-88-061-6718-9.
  - II. Dalla decadenza al Risorgimento, ISBN 978-88-061-6719-6.
  - III. La letteratura della Nazione, ISBN 978-88-061-6720-2.
- Letteratura italiana: testi, autori, contesti, antologia a cura di Lucinda Spera, Monica Cristina Storini, Voll. 1-7, Milano, Le Monnier scuola, 2012.
- Breve storia della letteratura italiana. I. L'Italia dei Comuni e degli Stati, Collana Piccola Biblioteca. Nuova serie, Torino, Einaudi, 2013, ISBN 978-88-062-0882-0.
- Breve storia della letteratura italiana. II. L'Italia della Nazione, Collana Piccola Biblioteca. Nuova serie, Torino, Einaudi, 2013, ISBN 978-88-062-1678-8.

### Critica letteraria
- La novella occidentale dalle origini a oggi, voll. 1-2, Roma, Edizioni moderne Canesi, 1960.
- Scrittori e popolo, Roma, Samonà e Savelli, 1965.
- Note sulla formazione letteraria del primo Verga, Roma, Mario Bulzoni, 1968.
- Intellettuali e classe operaia : saggi sulle forme di uno storico conflitto e di una possibile alleanza, Firenze, La Nuova Italia, 1974.
- La cultura della Controriforma, Bari, Laterza, 1974.
- La cultura, in Storia d'Italia, vol. IV: Dall'Unità ad oggi, tomo II, Torino, Einaudi, 1975.
- La lirica del Seicento, Bari, Laterza, 1975.
- Intellettuali, in Enciclopedia Einaudi, vol. VII, 1979.
- Ungaretti e la cultura romana scritto con L. De Nardis, L. Piccioni e L. Silori, Roma, Bulzoni, 1983.
- Genus italicum. Saggi sulla identità letteraria italiana nel corso del tempo, Collana Biblioteca, Torino, Einaudi, 1997.
- Un altro Novecento, Firenze, La Nuova Italia, 1999.
- Stile Calvino. Cinque studi, Collana Biblioteca, Torino, Einaudi, 2001, ISBN 978-88-061-5951-1.
- Novecento primo, secondo e terzo, Milano, Sansoni, 2004, ISBN 88-383-4817-0.
- Le armi della critica. Scritti e saggi degli anni ruggenti (1960-1970), Collana Piccola Biblioteca. Nuova serie, Torino, Einaudi, 2011, ISBN 978-88-062-0867-7.
- Letteratura italiana. La storia, i classici, l’identità nazionale, Roma, Carocci, 2014, ISBN 978-88-430-6626-1.
- Scrittori e popolo (1965). Scrittori e massa (2015), Collana Piccola Biblioteca, Torino, Einaudi 2015, ISBN 978-88-062-2597-1.
- Machiavelli e l'Italia. Resoconto di una disfatta, Collana Saggi, Torino, Einaudi, 2019, ISBN 978-88-062-4058-5.
- Scritture critiche e d'invenzione, a cura di Luca Marcozzi, con uno scritto di Massimo Cacciari, saggio introduttivo di Corrado Bologna, Collana I Meridiani, Milano, Mondadori, 2020,  p. 2000, ISBN 978-88-047-2382-0.
- L'eroe virile. Saggio su Joseph Conrad, Collana Saggi, Torino, Einaudi, 2021, ISBN 978-88-061-7164-3.

### Saggistica politica e memorialistica
- Crisi e giovani generazioni, Savona, Federazione savonese del P.C.I.
- Le due società. Ipotesi sulla crisi italiana, Collana Nuovo Politecnico n.95, Torino, Einaudi, 1977.
- L'ultimo paradosso, Collana gli Struzzi n.295, Torino, Einaudi, 1985.
- La Repubblica immaginaria. Idee e fatti dell'Italia contemporanea, Milano, A. Mondadori, 1988.
- Fuori dall'Occidente, ovvero Ragionamento sull'Apocalissi, Collana Contemporanea n.6, Torino, Einaudi, 1992.
- La sinistra alla prova. Considerazioni sul ventennio 1976-1996, Collana Contemporanea n.46, Torino, Einaudi, 1996, ISBN 978-88-061-4278-0.
- La guerra. Sulle forme attuali della convivenza umana, Collana gli Struzzi, Torino, Einaudi, 2002.
- Il grande silenzio. Intervista sugli intellettuali, a cura di Simonetta Fiori, Roma-Bari, Laterza, 2009. Premio Procida-Isola di Arturo-Elsa Morante[13]
- In ricordo di Carlo Muscetta, Avellino, Edizioni del centro Dorso, 2016, ISBN 978-88-6320-187-1.

### Narrativa
- L'alba di un mondo nuovo, Collana Supercoralli, Torino, Einaudi, 2002, ISBN 978-88-061-6256-6.
- Storie di animali e altri viventi, Collana L'Arcipelago, Torino, Einaudi, 2005, ISBN 978-88-061-7276-3.
- Assunta e Alessandro. Storie di formiche, Collana Supercoralli, Torino, Einaudi, 2010, ISBN 978-88-062-0000-8.
- Racconti dell'errore, Collana Supercoralli, Torino, Einaudi, 2013, ISBN 978-88-062-1632-0.
- Amori sospesi, Collana Supercoralli, Torino, Einaudi, 2017, ISBN 978-88-062-2626-8.